# Protodejeania montana
Protodejeania montana är en tvåvingeart som först beskrevs av Wulp 1891.  Protodejeania montana ingår i släktet Protodejeania och familjen parasitflugor. Inga underarter finns listade i Catalogue of Life.